# Oncideres cervina
Oncideres cervina là một loài bọ cánh cứng trong họ Cerambycidae.